# Kęstutis

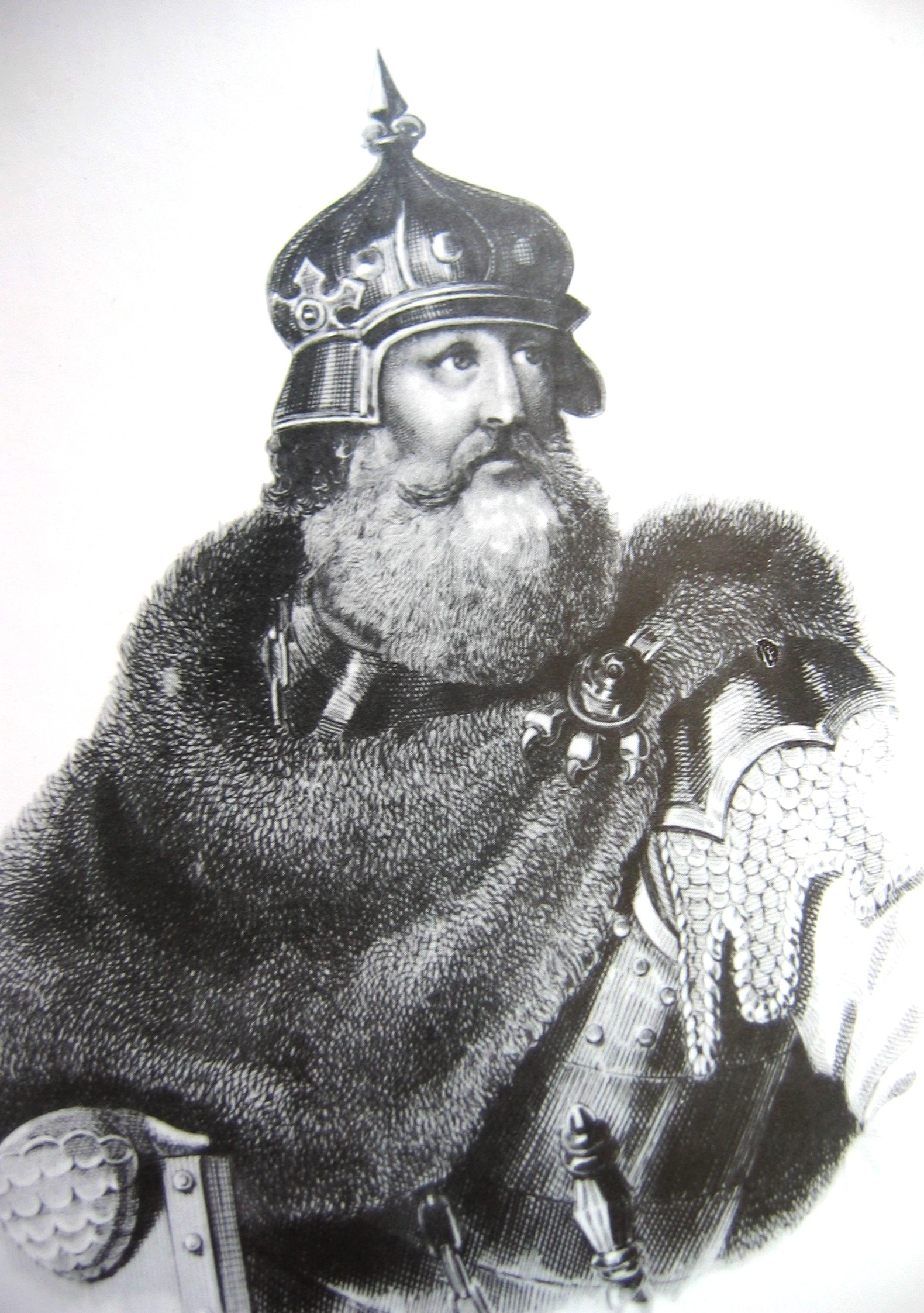
Kęstutis, neuzeitliche Phantasiedarstellung

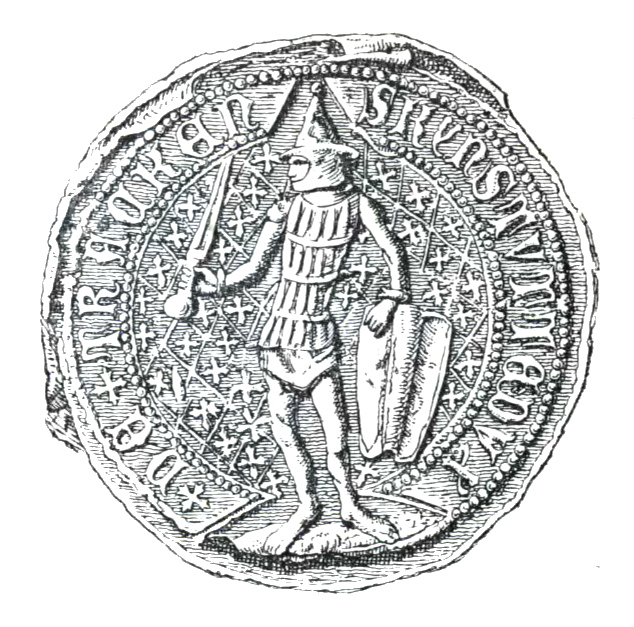
Siegel Kęstutis’, um 1379

Kęstutis (deutsch Kenstut oder auch Kynstud; * um 1297; † 1382 in Krėva) war Großfürst des mittelalterlichen Großfürstentums Litauen und Rutheniens. Der Sohn Gediminas’ herrschte lange Zeit gemeinsam mit seinem Bruder Algirdas († 1377). Der tatkräftige Kęstutis entwickelte seine Machtambitionen im Gegensatz zu Algirdas vorwiegend im westlichen Litauen, geriet dabei in einen nachhaltigen Gegensatz zum Deutschen Orden, und wurde so zum Hauptkontrahenten bei dessen missionarisch verbrämter Expansion gegen das sich beharrlich gegen das Christentum sperrende Litauen, was seine Vita nachhaltig prägte.

## Namensdeutung
Gesprochen: [kæs.ˈtu.tıs]; im Polnischen bekannt als Kiejstut, in Belarus als Кейстут.
Der Name „Kęstutis“ leitet sich vom litauischen Verb „kęsti“ ab und bedeutet so viel wie „Der Standhafte“.

## Inthronisierung
Als jüngerer Sohn des Großfürsten Gedimin war Kęstutis nur einer von sieben erbberechtigten Söhnen des 1341 vor Georgenburg unter zweifelhaften Umständen verstorbenen Vaters. Zunächst riss sein älterer Bruder Jaunutis die Macht an sich, musste sich aber alsbald die Herrschaft zunächst mit Algirdas teilen. Latente Unzufriedenheit unter dem litauischen Adel führte schließlich durch gemeinsames Handeln von Algirdas und Kęstutis bald zu Janautis’ Entmachtung. Diese Kooperation sollte, ungewöhnlich im Mittelalter, ein Leben lang erhalten bleiben. Beide vereinbarten eine strikte Abgrenzung der Interessensphären, wobei Algirdas sich dem Osten zuwendete, während Kęstutis das westliche Litauen, dabei namentlich Schamaiten, beherrschte.

## Regierungszeit 1347–1377
Die Herrschaft wurde geprägt durch den nachhaltigen Konflikt mit dem Deutschen Orden, was die Quellen über innenpolitische Tätigkeit Kęstutis’ recht spärlich erscheinen lässt. Überwiegend durch Streifscharen wurden die jeweiligen Gemarkungen verheert. Bei einem derartigen Zuge geriet Kęstutis im Jahre 1361 in die Gewalt des Ordens, aus der er jedoch nach kurzer Zeit entkommen konnte.
Die Feindseligkeiten wurden umgehend wieder aufgenommen und gipfelten in einem konzentrischen Angriff auf das Ordensland im Winter 1370. Die Anwesenheit von Kęstutis’ Bruder Algirdas belegt, dass es sich um einen finalen Schlag gegen den Orden handeln sollte. Das vereinigte litauisch-russisch-tatarische Heer rückte von Nordosten gegen Königsberg vor. In der Schlacht bei Rudau am 17. Februar 1370 trat der Orden unter dem Hochmeister Winrich von Kniprode und dem Ordensmarschall Henning Schindekopf dem litauischen Heer entgegen. Im Ergebnis des Treffens wurden die beiden Großfürsten zur Flucht genötigt. Ihre Machtposition blieb trotz der schweren Niederlage ungefährdet. Schon bald danach konnte Kęstutis wieder neue Truppen gegen den Ordensstaat entsenden. Auf diese Weise wurde sein Ruf als Kriegsherr zumindest zeitweise wiederhergestellt.

## Nach 1377
Innenpolitisch wurde Kęstutis 1377 durch den Tod seines loyalen Bruders Algirdas mit neuen Kontrahenten konfrontiert. Algirdas’ Erben, namentlich seine Söhne Jogaila und Skirgaila, beanspruchten die Herrschaft für sich. Diesem Konflikt sahen sich Kęstutis und sein Sohn Vytautas gegenüber. Jogaila bediente sich im bald folgenden Machtkampf des Erzfeindes Kęstutis’, des Deutschen Ordens, mit dem er am 31. Mai 1380 den geheimen Vertrag von Daudisken schloss. Kęstutis wurde daraufhin durch massive Einfälle der Ordensritter unter Zugzwang gesetzt. Er griff 1381 seinerseits den Neffen in Vilnius im Handstreich an. Jogaila geriet in Gefangenschaft, kam aber nach kurzer Zeit frei. 1382 wurden Kęstutis und Vytautas von Jogaila gefangen genommen, wobei Kęstutis im August 1382 unter ungeklärten Umständen ums Leben kam. Die meisten zeitgenössischen Quellen mutmaßen, dass er auf Weisung Jogailas erdrosselt wurde.